# Энергетик (футбольный клуб, Марыйский велаят)
«Энергетик» (туркм. Energetik) — туркменский футбольный клуб. Выступает в Высшей лиге Туркменистана с 2015 года. Был основан в 2010 году. Представляет Марыйский велаят, посёлок Туркменбаши. Проводит матчи на стадионе «Спорт десгасы» в Байрамали.

## Названия
- 1946—1975 — «Энергостроитель» Мары
- 1976 — «Энергетик» Мары
- 1977 — «Шатлык» Мары
- 2010—2013 — «Кувват»
- 2014 — «Мары ГЭС» пгт. Туркменбаши
- с 2015 — «Энергетик» пгт. Туркменбаши

## История
После окончания Великой Отечественной войны 1941-1945 годов в городе Мары появилась команда под названием «Энергостроитель», которая выступала в любительском чемпионате республики. В 1972 году клуб выиграл чемпионат и Кубок Туркменской ССР, после чего принял участие в Кубке СССР среди любительских команд. В 1976 году уже в качестве «Энергетика» во второй раз стал чемпионом республики. В 1977 году он изменил название на «Шатлык» и снова сделал дубль (победы в чемпионате и Кубке Туркменской ССР). После распада СССР клуб прекратил свое существование.
Команда была воссоздана в 2010 году как «Кувват». На протяжении 5 лет она выступала среди любительских коллективов в Первой лиге Туркменистана под руководством братьев Арсена и Олега  Юзбашян. В 2014 году клуб победил в Первой лиге и получил право участия в Высшей лиге. В 2015 году клуб изменил название на «Энергетик» и получил статус профессионального. Дебютная игра в чемпионате Туркменистана состоялась 6 марта 2015 года, когда «Энергетик» был разгромлен «Ахалом» (0:6). Сезон команда закончила на 9-м месте.
В 2016 году «Энергетик» впервые в истории существования клуба занял 3-е место в чемпионате Туркменистана. Этот же результат был достигнут по итогам сезона-2018.

## Достижения
- Чемпионат Туркменистана по футболу
  -  Бронзовый призёр (2): 2016, 2018
- Чемпионат Туркменской ССР
  - Чемпион (3): 1972, 1976, 1977
- Кубок Туркменской ССР
  - Победитель (4): 1972, 1977, 1978, 1979